# Volkswagen do Brasil
Volkswagen do Brasil Ltda. es la empresa filial de Volkswagen establecida desde 1953 en Brasil. Después de las sociedades que tiene la empresa en China, México y Argentina, Brasil es el país donde Volkswagen tiene una mayor presencia a nivel mundial. Aparte, fuera de las plantas de Alemania y China; es en el Brasil en donde reposa hasta un 20% de su capacidad productiva propia.

## Historia
Sus orígenes se remontan a los años 1950, a partir de la idea de Heinz Nordhoff, entonces presidente de Volkswagen en Alemania, de expandir sus mercados hacia nuevos países. Durante su trayectoria, Volkswagen do Brasil se ha caracterizado por desarrollar modelos y variantes propias adecuadas para diversos mercados de América Latina y África, sustituyendo o complementado a los modelos de diseño europeo. Actualmente Volkswagen se ubica en el segundo lugar de ventas en el mercado brasileño, justo detrás de Fiat.

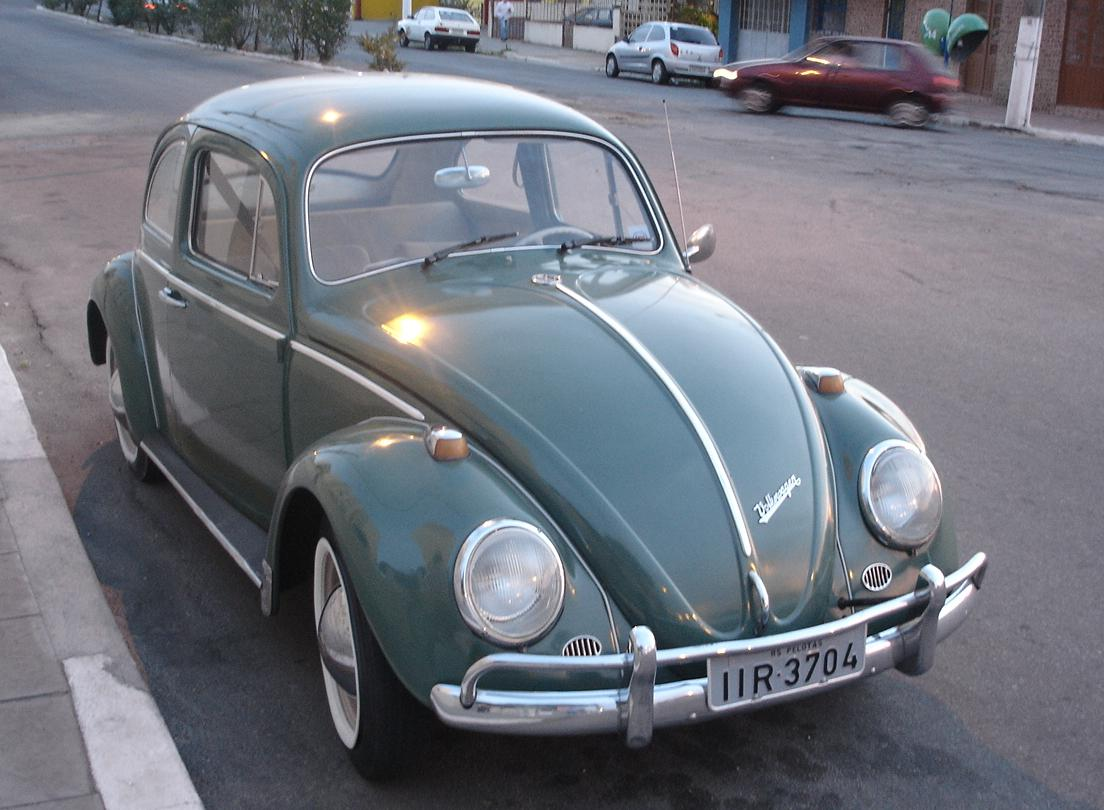
El Fusca. Al igual que en muchos otros países del mundo, motorizó a Brasil y fue durante muchos años el modelo más importante de Volkswagen en aquel país.

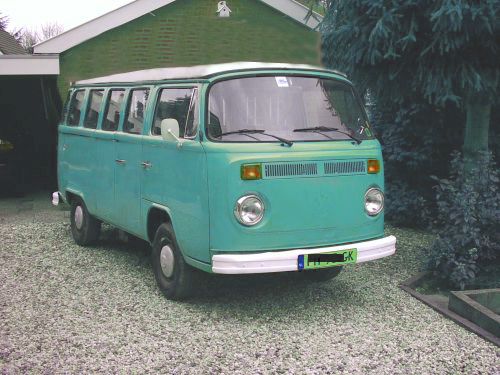
La Kombi brasileña durante muchos años fue esta curiosa mezcla entre las generaciones T1 y T2.

Igualmente Volkswagen do Brasil ocupa un lugar estratégico para la organización de Volkswagen a nivel mundial pues ellos son los encargados de la producción del Fox para todos los mercados en el mundo donde este modelo tiene presencia. Igualmente producen para Canadá y diversos mercados de centrado y Sudamérica el Golf de cuarta generación. Recientemente han comenzado a exportar a la mayoría de los mercados de América Latina sus nuevos modelos Gol NF y Voyage NF.

## Plantas productoras
Actualmente Volkswagen cuenta con cinco distintas fábricas en territorio brasileño:

### São Bernardo do Campo
Fábrica localizada en las afueras de São Paulo sobre via Anchieta. En este lugar se ensamblan modelos como el Gol, Fox para exportación, Polo, Polo Sedán, Saveiro (variante pickup del Gol) y Kombi en versiones de pasajeros y carga. Su capacidad de producción es de 1,300 unidades diarias. Entre las actividades realizadas en estas instalaciones están: el estampado, ensamble de carrocerías, pintura, montaje final, producción de motores y cajas de cambio. Asimismo, se cuenta con un centro de planeación y desarrollo de nuevos productos. En estas instalaciones son empleadas aproximadamente 16,000 personas.

### São Carlos
Localizada en la ciudad del mismo nombre en el estado de São Paulo, en esta planta se producen 16 diferentes motores que funcionan a gasolina, alcohol y a diésel siendo equipados con éstos, tanto automóviles producidos en el país como también en países como España y Sudáfrica. Se emplean aproximadamente 500 personas. Esta planta destaca por haber sido la primera fuera de Europa en obtener en 1997 el Certificado Ambiental ISO 14007.

### Taubaté
Igualmente localizada en São Paulo. Es la encargada de producir los modelos Gol y Parati (variante famililar del Gol) con una capacidad total de 1,000 unidades diarias. Actualmente en esta fábrica se emplean cerca de 4,000 personas.

### São José dos Pinhais

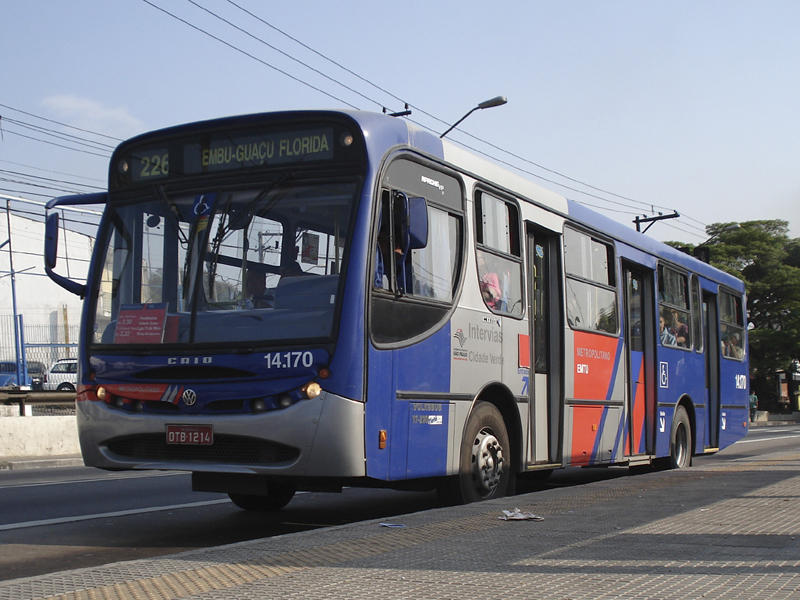
Volksbus 14-170.

Localizada en las cercanías de Curitiba. Esta unidad es la encargada de prodicir los modelos Golf, Fox, Fox para exportación y CrossFox. La capacidad diaria de producción es de 810 unidades. En estas instalaciones trabajan aproximadamente 3,600 personas.

### Resende
Situada en la Ciudad de Resende, se localiza a 150 km de Río de Janeiro y a 250 km de São Paulo. Su capacidad de producción es de 175 camiones y autobuses al día. Volkswagen ofrece en el mercado brasileño una línea completa de productos, con quince modelos de camiones con pesos brutos vehiculares entre 5 y 45 toneladas. Actualmente, su línea de chasis para autobuses cuenta con nueve modelos distintos que igualmente se exportan a 30 países, entre ellos, Argentina, Chile, Uruguay, Bolivia, Colombia, Venezuela, Paraguay, Ecuador, República Dominicana, Costa de Marfil, Nigeria y Arabia Saudita. En estas instalaciones se les da empleo a cerca de 3,700 personas. Igualmente se abastecen de piezas para el armado de estos vehículos a México en la fábrica que Volkswagen tiene en la ciudad de Puebla.

## Cronología de Volkswagen en Brasil[2][3]

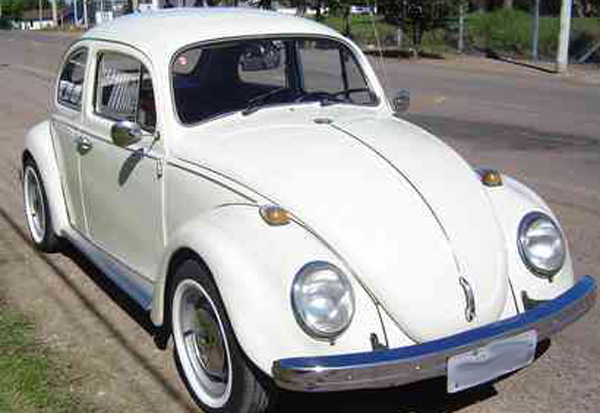
El Fuscão con motor 1500.

- 1953 El 23 de marzo, comienza el ensamble del Volkswagen Sedán 1200 (tipo 1) y de la Kombi 1200 (tipo 2) en Brasil a través de la empresa Companhia Distribuidora Geral Brasmotor (conocida como Multibras en la actualidad), en unas instalaciones localizadas en el barrio de Ipiranga, en São Paulo. A los pocos meses se concibió la idea de una filial directa de Volkswagen en Brasil a través de Friedrich Wilhem Schultz-Wenk, quien persuadió a Heinz Nordhoff (entonces CEO de Volkswagen) de expandir los mercados de la empresa. Con ello, Volkswagen se convierte en una de las empresas automotrices pioneras en Brasil.

- 1956 El 16 de junio se coloca la primera piedra de la fábrica de São Bernardo do Campo.

- 1957 Presentación de la Kombi, como el primer vehículo Volkswagen fabricado en Brasil con un alto porcentaje de piezas locales.

- 1959 Lanzamiento del Volkswagen Sedán 1200, ya con un porcentaje de piezas brasileñas del 95%.

- 1962 Lanzamiento del Karmann Ghia 1300.

- 1967 En el Volkswagen Sedán se reemplaza el motor 1200 por el 1300. En la Kombi se reemplaza el motor 1200 por el 1500.

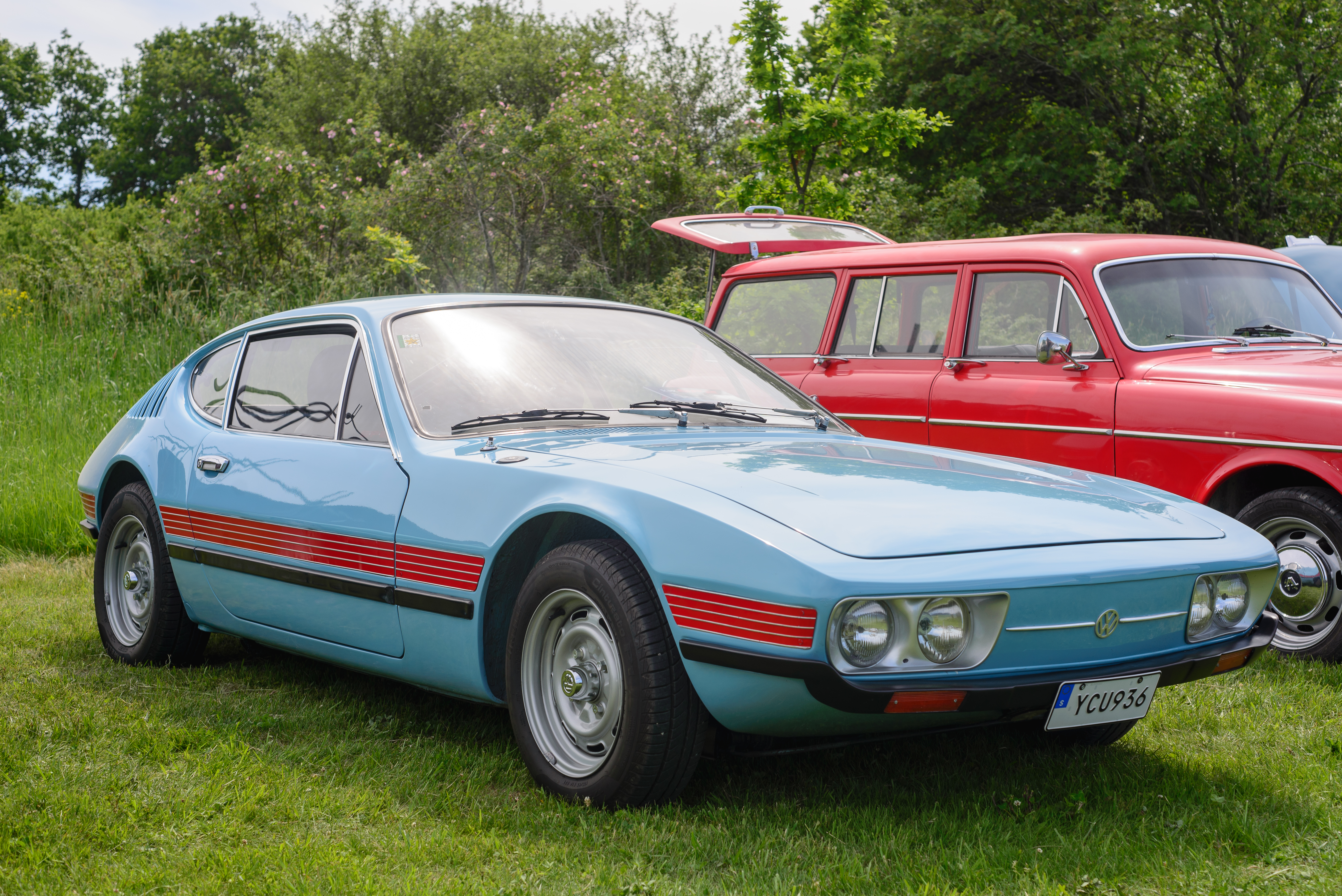
El Volkswagen SP 2. Actualmente una rara pieza de colección.

- 1968 Siguiendo el ejemplo de la casa matriz en Alemania, Volkswagen do Brasil lanza en este año el Volkswagen 1600 4 puertas conocido como Zé do Caixão (en honor a un popular director de cine de terror) en el marco del Salón del Automóvil de Sao Paulo. Destacaba por su estabilidad en las curvas y su velocidad tope era de 135 km/h.

- 1969 Lanzamiento del Volkswagen 1600 Variant.

- 1970 Inicio de las exportaciones (Variant para diversos mercados); lanzamiento del Karmann Ghia TC 1600, del Volkswagen Sedán 1500 (llamado localmente Fuscão) y del Volkswagen 1600 TL (fastback) dos puertas.

- 1972 Lanzamiento del Volkswagen SP, de diseño deportivo concebido en Brasil.

- 1973 Lanzamiento del Volkswagen Brasilia.

- 1974 Lanzamiento del Volkswagen Passat.

- 1975 Lanzamiento de la Kombi con motor 1.6 L y modificaciones en el frente adaptándolo de la T2 conocida en los mercados internacionales.

- 1977 Lanzamiento del Volkswagen Variant II. Inicio de la producción de automóviles con motores movidos con alcohol (Volkswagen Sedán 1300, Passat y Brasília).

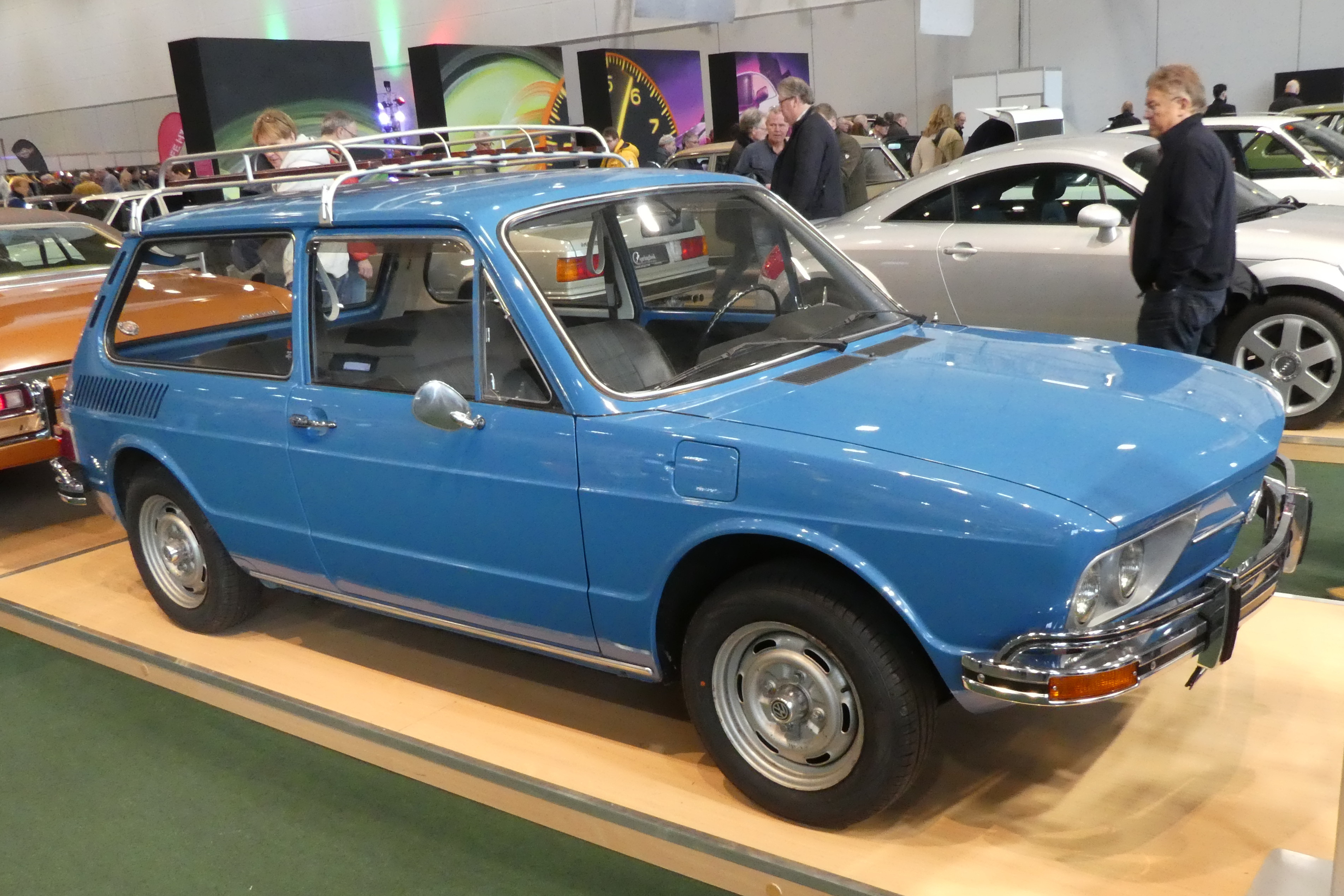
El Volkswagen Brasilia. Uno de los modelos de Volkswagen do Brasil más conocidos en la década de los 70.

- 1979 Creación de Volkswagen Camiones y presentación del Volkswagen Gol 1300, primer automóvil de la familia BX con motor enfriado por aire y tracción delantera..

- 1981 Inicio de la producción de camiones de 11 y 13 toneladas. Lanzamiento del Volkswagen Voyage 1500 (variante sedán tricuerpo del Gol) y de la Kombi con motor 1.6 L en línea a diésel enfriado por agua.

- 1982 El nuevo Voyage es elegido el "Carro do Ano". Lanzamiento de los modelos Volkswagen Parati (variante familiar del Gol) y Saveiro (variante pickup del mismo) durante el mes de septiembre. Inicio de la exportación de motores hacia Estados Unidos. La exportación de cajas de cambio rebasa el millón de unidades.

- 1984 Lanzamiento del Volkswagen Santana, así como el estreno de su línea de producción robotizada.

- 1985 Lanzamiento del Volkswagen Quantum (variante familiar del Santana, conocida en Europa como Passat Variant).

- 1986 Cese de la producción del Volkswagen Sedán en Brasil.

- 1987 Creación de Autolatina, en sociedad con Ford Motor Company.

- 1989 Lanzamiento de los Parati GLS y Parati Plus 1.8. Presentación de nuevas líneas de camiones. Inicio de la producción del Gol GTI, el primer automóvil de producción nacional con inyección electrónica de combustible. El Santana 2000 es elegido el "Carro do Ano".

- 1990 Lanzamiento del Volkswagen Apolo, derivado del Ford Escort. Lanzamiento del Voyage cuatro puertas y de tres nuevos modelos de camiones. Los Santana y Quantum presentan un nuevo motor AP-2000 de tercera generación.

- 1991 Lanzamiento del nuevo Santana, del Apolo VIP y del Gol 1992 con interior rediseñado. Inicio de la producción de automóviles con catalizador y ABS (Volkswagen fue la primera empresa en Brasil en implementarlos).

- 1993 Lanzamientos: Volkswagen Pointer/Logus, (ambos derivados del Ford Escort), Gol Popular, y la línea Volksbus. Series especiales: Voyage Sport, Santana Sport e Saveiro Sunset; Relanzamiento del Fusca por una iniciativa presidencial de Itamar Franco.

- 1994 Lanzamientos: Volkswagen Golf, Passat y Passat Variant (importados de la marca); nueva línea de camiones Volkswagen 7-100 y 8-140; Chasís para Microbús Volkswagen 8-140 CO/CE. Nuevo Gol.

- 1995 Lanzamientos: SEAT Córdoba e Ibiza (importados); Nuevo Gol GTI 16v e Nuevo Parati. Series especiales: Volkswagen Gol "Rolling Stones" y Volkswagen Logus "Wolfsburg Edition". En este año queda disuelta Autolatina.

- 1996 Cese definitivo de la producción del Fusca en Brasil. En su segundo periodo se produjeron 42,000 unidades.

- 1997 Lanzamientos en Brasil: Volkswagen Polo Classic (importado desde Argentina), SEAT Córdoba e Ibiza (desde España) y Volkswagen Golf VR6 (desde México). Los Gol y Parati se comercializan por vez primera en variantes de cuatro puertas. En respuesta a ventajas fiscales, se lanzan los Gol y Parati con motor 1 L 16V. Se lanza la nueva Saveiro y la serie especial Parati Club. Se inicia la exportación del Gol hacia México. Se practica un nuevo rediseño a la Kombi, ahora con el resto de la carrocería de la T2, ventanas laterales más grandes y puerta lateral corrediza. Nuevo toldo 11 cm más alto que las versiones anteriores.

- 1998 Lanzamientos de las nuevas generaciones de Passat, Passat Variant y Golf, Se lanzan igualmente EuroVan y Caravelle (T4). Se presenta un nuevo rediseño de los modelos Santana y Quantum. Se inician las exportaciones de Gol cuatro puertas, Parati y Saveiro hacia México.

- 1999 Se lanza la nueva línea de camiones Transformer. Rediseño en los Gol y Parati. Lanzamiento del Golf (ahora producido en Brasil). El Volkswagen New Beetle importado desde México se presenta en Brasil y se inicia su comercialización a través de Internet.

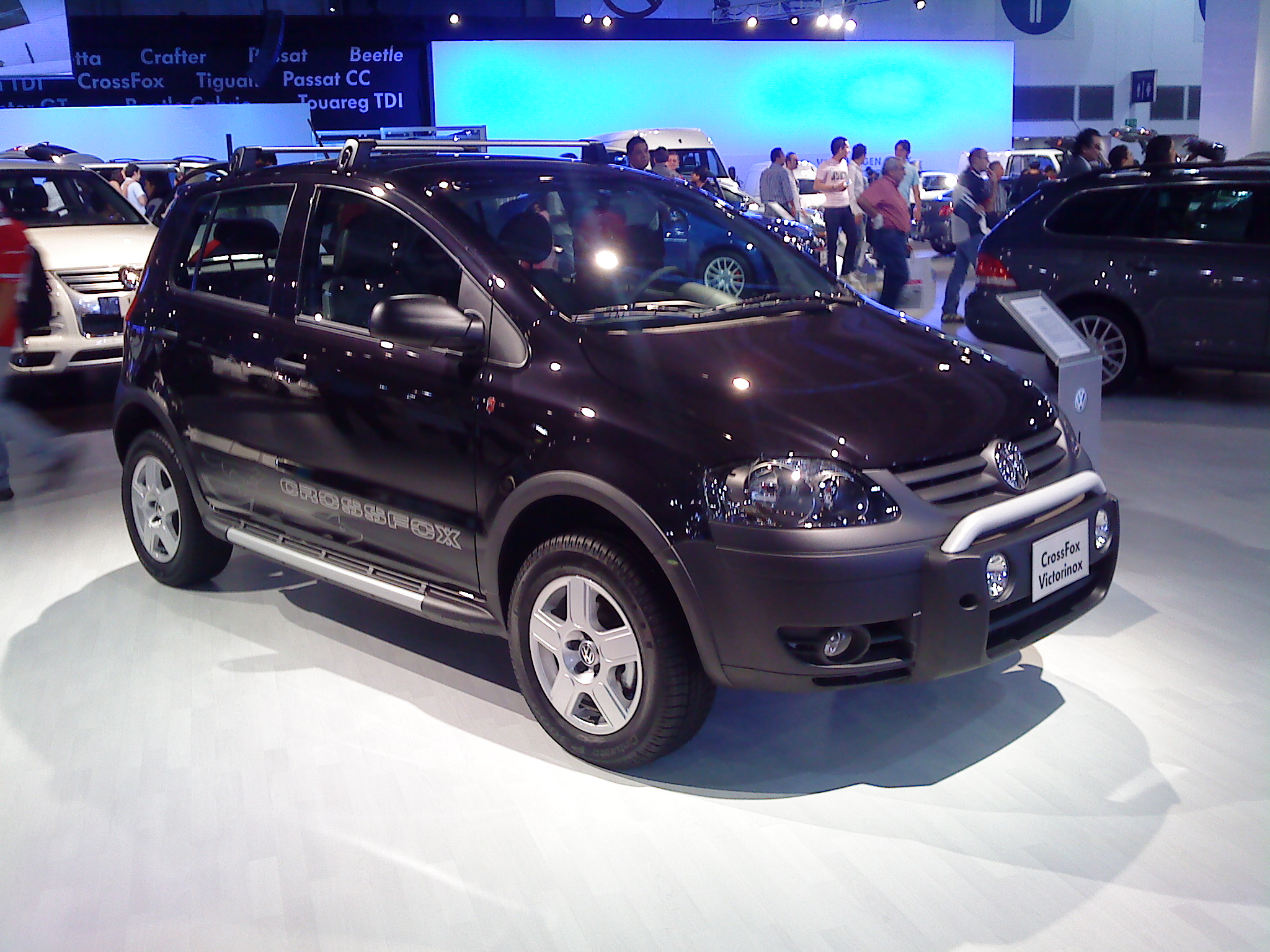
El CrossFox es un modelo concebido en Brasil que ha sido particularmente exitoso en muchos países dada la moda de los SUVs. Aquí en la edición limitada CrossFox Victorinox para México.

- 2000 Lanzamiento de la Serie 2000 de camiones. Se inician las exportaciones del Golf hacia México, Estados Unidos y Canadá; Rediseño del Saveiro. Lanzamiento de los Gol y Parati con motor 1.0 L 16V Turbo. Se inician las exportaciones del Gol hacia Egipto. Se inicia la importación del Volkswagen Bora desde México.

- 2001 Lanzamiento del Gol Série Ouro, Gol Highway, Parati Tour y del Camión Titan (6 X 2) y (6 X 4).

- 2002 Inauguración de la planta Nova Anchieta para la producción del Volkswagen Polo. Lanzamiento de las series especiales: Gol Sport, Saveiro City, Golf Black and Silver; Saveiro Supersurf, Gol Personalizado, Parati Evidence, Gol City, Parati Crossover, y Golf Trip. Se presenta a nivel mundial el Polo Sedán.

- 2003 Se presenta el Passat Protect. Se reestructura la gama de versiones del Gol. Se presenta el nuevo Gol Special 4 puertas, nueva edición del Saveiro Supersurf. Serie especial Gol Highway II. Se presenta el Golf VR6. Volkswagen cumple 50 años de actividades en Brasil lanzando el Gol Total Flex: Primer automóvil nacional en utilizar la tecnología flex que permite el uso mixto de gasolina y alcohol, en cualquier proporción.

- 2004 Se lanzan al mercado los Parati y Saveiro Total Flex. Se presenta el Polo hatchback Sportline 1.6 y el Polo Sedán Highline.

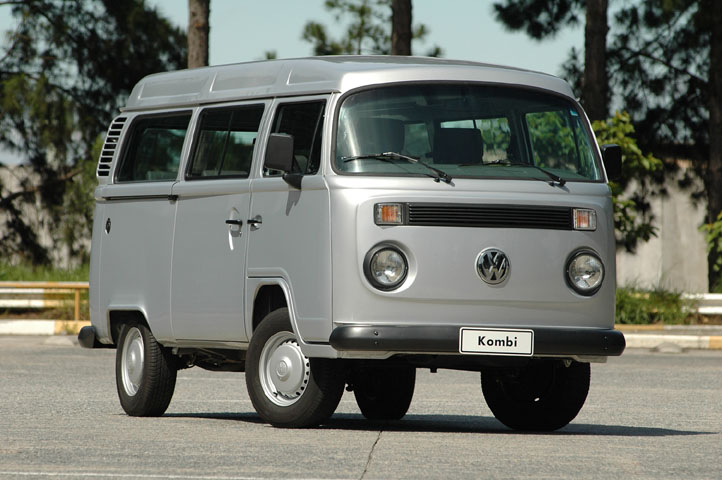
Volkswagen Bus T2c Kombi Prata, fue la última en producirse con motor enfriado por aire en el año 2005.

- 2005 Se presenta el Volkswagen Fox, que para el mercado brasileño solamente está disponible con motores Total Flex. El Polo se ofrece en tres versiones: Básica, Comfortline y Sportline, con motor 1.6 L El Polo Sedan se ofrece en versiones Básica y Comfortline. Lanzamiento de la serie especial Golf Sport 1.8 Turbo.

- 2006 Lanzamiento de los nuevos Gol, Parati y Saveiro. Atualizaciones de las versiones de Fox, Polo, Polo Sedan y Santana. Los tres motores disponibles en el Gol cuentan con la tecnología Total Flex. Se presenta el Volkswagen CrossFox 1.6 L Total Flex. El Golf está disponible en ocho versiones (1.6, 1.6 Generation, 2.0, 2.0 automático, 2.0 Comfortline, 2.0 Comfortline automático, GTI e GTI Tiptronic). En la Kombi un motor 1.4 L en línea enfriado por agua reemplaza al antiguo motor bóxer 1.6 L.

- 2007 Llegan al mercado: el Polo hatchback en las versiones 1.6 Total Flex e 1.6 Sportline, el Polo Sedán en las versiones Total Flex, Comfortline 1.6 Total Flex e Comfortline 2.0; Polo GTI; Fox Sportline 1.0 y 1.6, ambas Total Flex. En abril se lanza el Volkswagen SpaceFox importado desde Argentina.

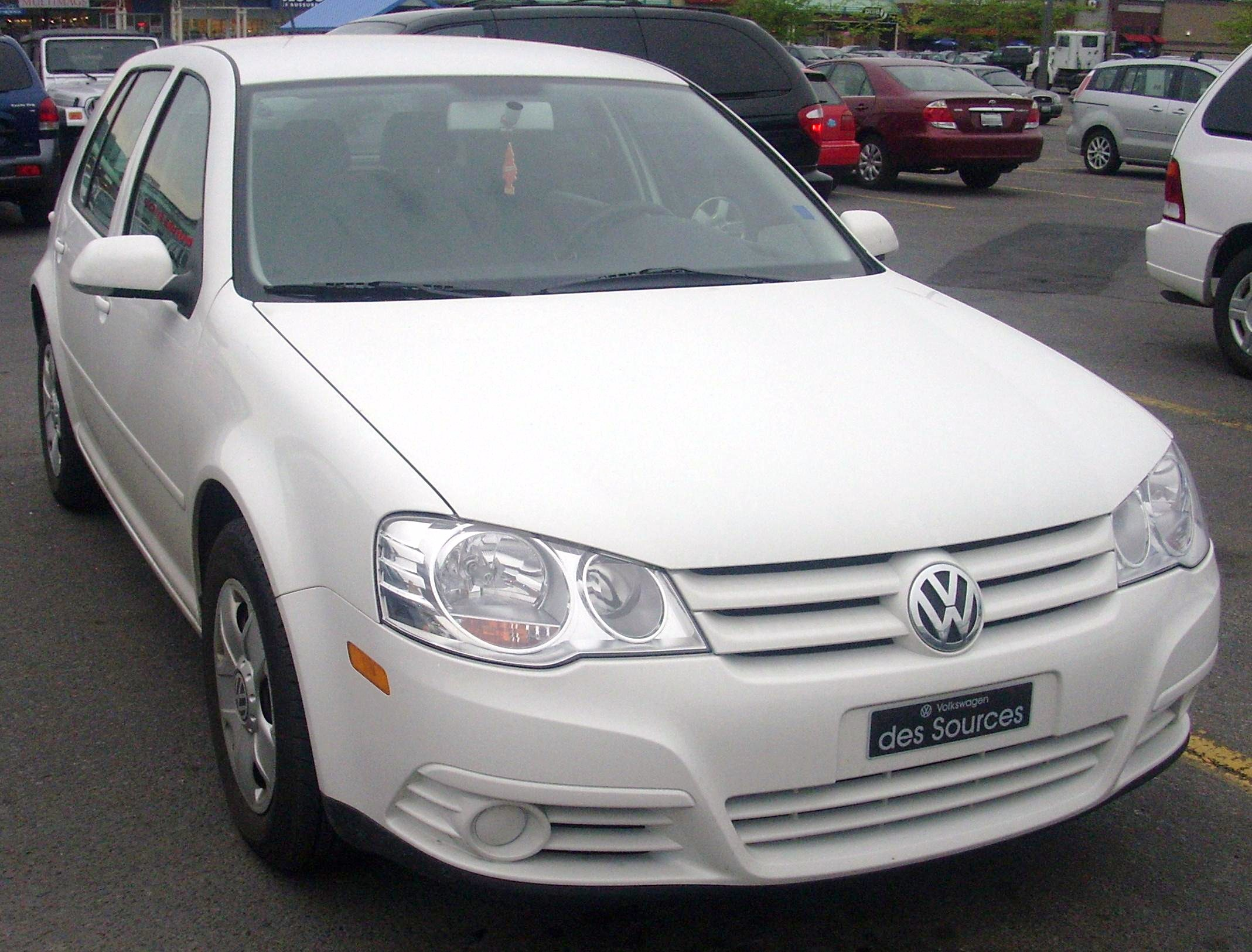
El Golf en su cuarta generación sigue en producción con un rediseño concebido localmente. En la imagen la versión City Golf para el mercado canadiense.

- 2008 En julio se presenta el nuevo Volkswagen Gol NF. El mes de noviembre es presentado el nuevo Volkswagen Voyage NF. En este mes inician las exportaciones de estos modelos a varios mercados de América Latina.
- 2013

En diciembre se cesa la producción de la Kombi, dejando un comercial titulado: Volkswagen Kombi: Sus últimos deseos